# Denza N7
Der Denza N7 ist ein batterieelektrisches SUV-Coupé, das von BYD Auto hergestellt und unter der Marke Denza verkauft wird. In China wurde er im Juli 2023, auf dem Genfer Auto-Salon 2024 vorgestellt.

## Beschreibung
Das 4,86 Meter lange Fahrzeug hat vorn einen 73 Liter großen Frunk (Frontkofferraum). Der hintere Kofferraum fasst ohne Umklappen der Rückbank 480, bei umgelegter Rückbank bis zu 1200 Liter.

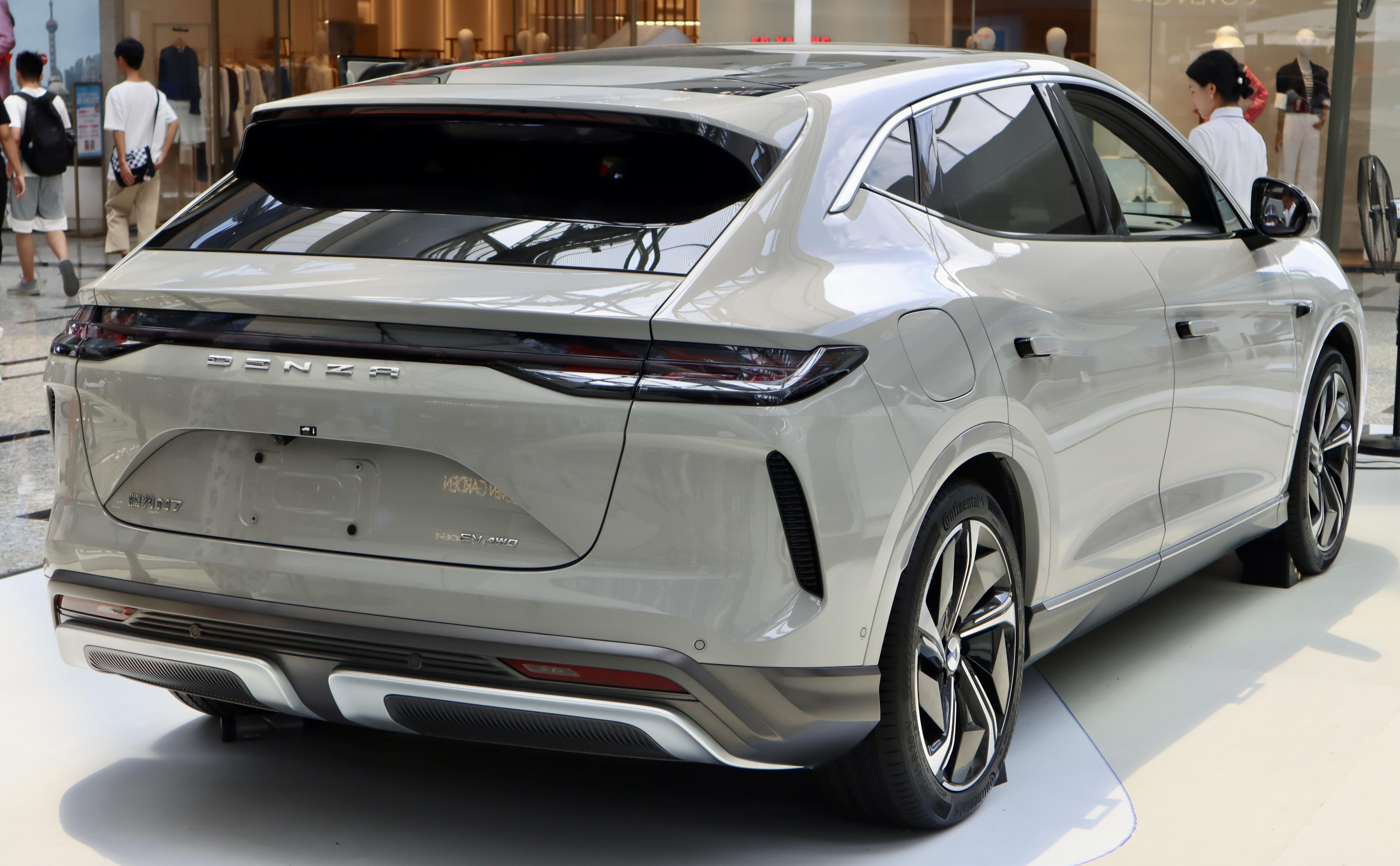
Heckseitenansicht
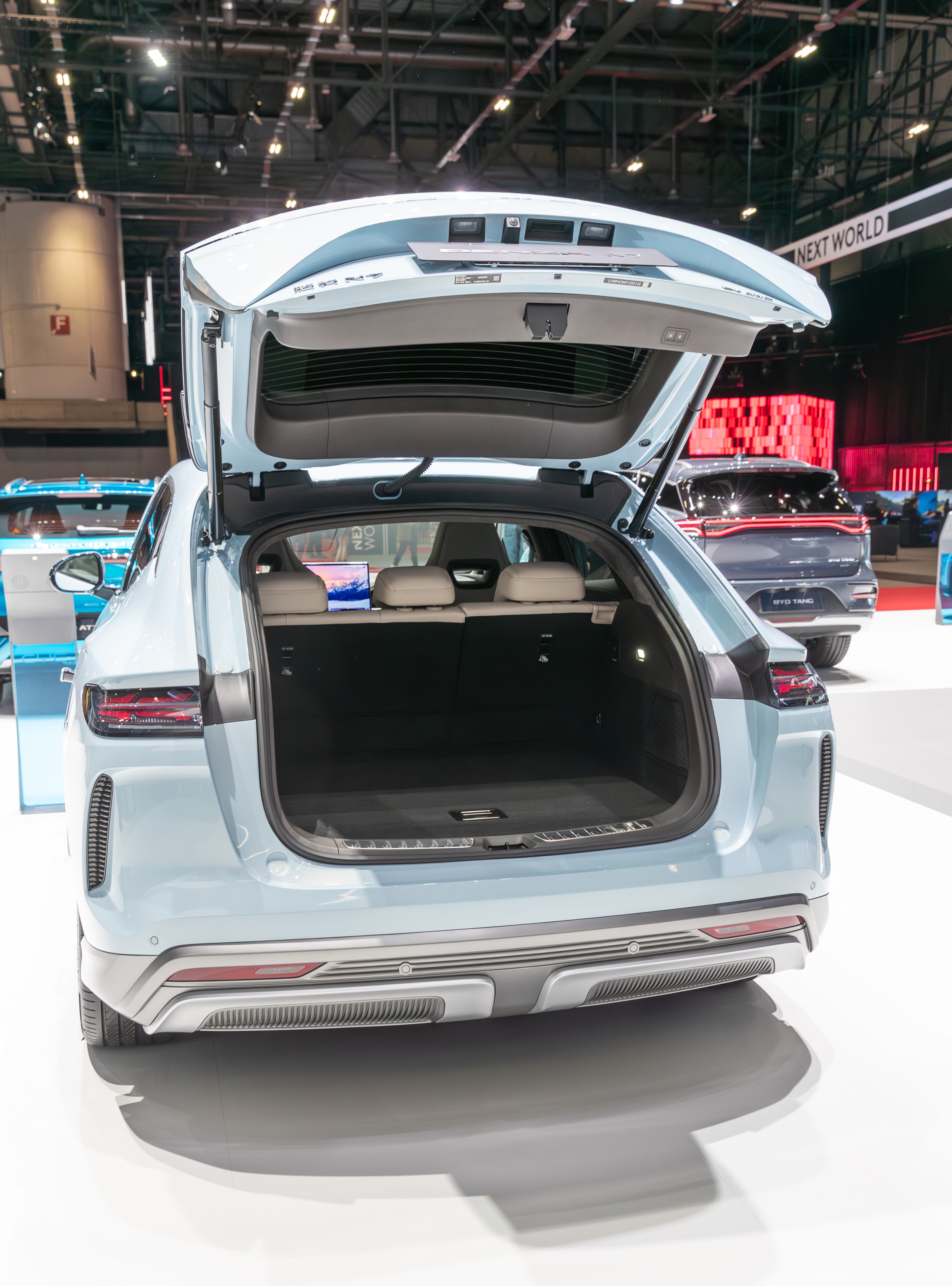
Kofferraum
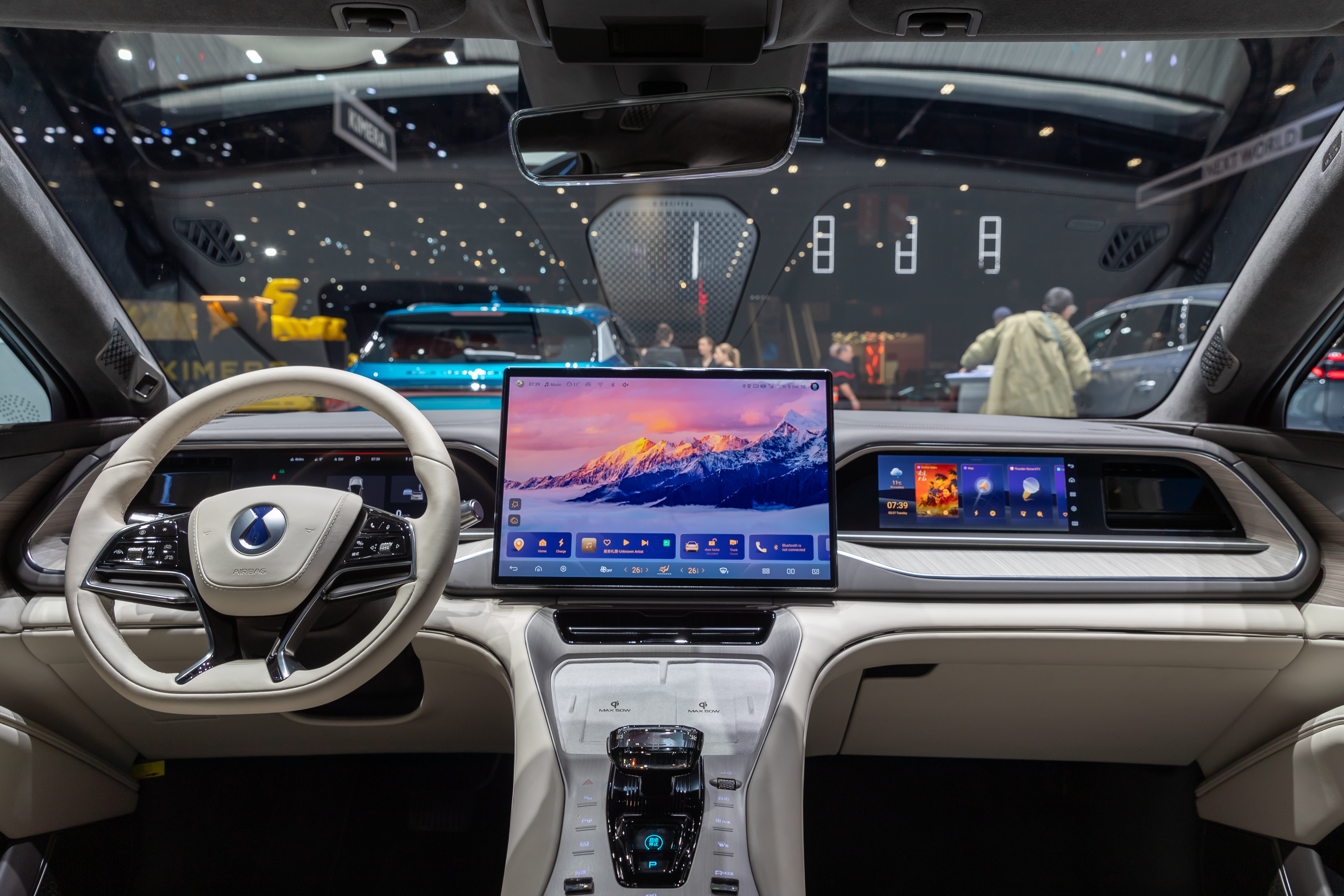
Armaturentafel

## Technik
Der Wagen basiert auf der 3.0-Plattform von BYD Auto. Den N7 gibt es mit einem oder zwei Elektromotoren (Allradantrieb) sowie Lithium-Eisenphosphat-Akkumulatoren mit einer Kapazität von 71,8 oder 91,3 kWh. Damit liegen die Reichweiten nach chinesischem CLTC-Standard zwischen 550 und 702 km.
Das Basismodell ausgenommen kann über zwei Ladestecker („Dual Gun Modus“) mit 230 kW-Gleichstrom geladen werden. Die Höchstgeschwindigkeit ist auf 180 km/h begrenzt. Technisch neu ist die Platzierung der (nicht in allen Versionen enthaltenen) Lidar-Sensoren beim vorderen Stoßfänger.
Das Fahrwerk hat vorn eine Doppelquerlenker- und hinten eine Fünflenkerachse sowie Luftfederung.
Das Armaturenbrett hat drei Bildschirme, der mittlere misst 17,3 Zoll. Weiter hat der Wagen eine 5G-Internetanbindung. Das Audiosystem kommt von dem französischen Anbieter Devialet.